# David Parry (Sprachwissenschaftler)
David Parry (* 1937; † 1. Juni 2022) war ein britischer Dialektologe. 

## Werdegang
Er studierte an der University of Sheffield und der University of Leeds; an letzterer arbeitete er für den  Dialektforscher Harold Orton. Später unterrichtete er fast drei Jahrzehnte lang Dialektologie an der Swansea University.
Unter seiner Leitung begann 1968 die Arbeit am Survey of Anglo-Welsh Dialets (SAWD), einem Atlas der englischen Dialekte in Wales, an der Swansea University. Das Ziel war die Aufzeichnung der konservativen ländlichen Dialekte der englischen Sprache, wie sie in Wales gesprochen wurde. Er nutzte hierfür dieselben Methoden wie sie 1950 bis 1961 bei der Erstellung des englischen Dialektatlas Survey of English Dialects angewandt wurden. Der Dialektatlas befasste sich mit der Aussprache, dem Wortschatz, der Morphologie und der Syntax der Dialekte auf der Basis von Gesprächen mit Informanten an neunzig Orten, die möglichst über sechzig Jahre alt sein und sich den größten Teil ihres Lebens am selben Ort aufgehalten haben sollten.
Die Ergebnisse des Projekts wurden zunächst 1977 und 1979 in zwei Bänden für das südliche Wales veröffentlicht. 1991 folgte ein weiterer Band, herausgegeben von Robert Penhallurick, der die Dialekte des nördlichen Wales beinhaltet.
1995 trat Parry in den Ruhestand. Das Archiv des SAWD wird seither von Robert Penhallurick verwaltet.